# Vernon Parish
Vernon Parish is een parish in de Amerikaanse staat Louisiana.
De parish heeft een landoppervlakte van 3.441 km² en telt 52.531 inwoners (volkstelling 2000). De hoofdplaats is Leesville.

## Bevolkingsontwikkeling

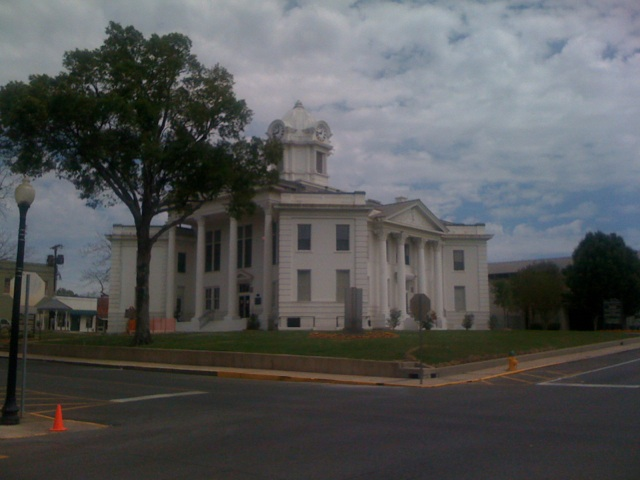
Vernon Parish Courthouse